# Křemže
Křemže (Duits: Krems) is een Tsjechische vlek (městys) in de regio Zuid-Bohemen, en maakt deel uit van het district Český Krumlov. Křemže telt 2975 inwoners (2023).
Křemže was tot 1945 een plaats met een overwegend Duitstalige bevolking. Na de Tweede Wereldoorlog werd de Duitstalige bevolking verdreven.

## Geschiedenis
- 1351 – De eerste schriftelijke vermelding van Křemže.
- 2006 – De gemeente Křemže krijgt (opnieuw) de status vlek.[1]